# Кейзерлинг, Герман Карл фон
Барон, с 1742 граф Герман Карл фон Кейзерлинг (Кайзерлинг; нем. Hermann-Karl von Keyserlingk; 1697, Блиден, Курляндия — 19 [30] сентября 1764, Варшава) — курляндский дипломат на русской службе, действительный тайный советник (1746). Неоднократно занимал пост посланника России в Священной Римской империи и в Речи Посполитой. В 1733—1734 годах возглавлял Петербургскую академию наук.
Считается, что именно Кейзерлинг заказал И. С. Баху знаменитые вариации для клавесина, которые для него исполнял личный пианист Гольдберг.

## Биография
Происходил из курляндской ветви рода Кейзерлинг. Поскольку Курляндия находилась в вассальной зависимости от Речи Посполитой, считался польским подданным. Образование получил в Данциге и Кёнигсберге, где его наставниками были Бекенштейн и Байер, впоследствии академики в Санкт-Петербурге.
Именно Кейзерлинги помогли Бирону вступить на службу ко двору вдовствовавшей герцогини курляндской Анны Иоанновны. В 1730 году, после восшествия Анны Иоанновны на русский престол, Герман Карл был отправлен от курляндского земства в Москву с поздравлением. Он привёз в Москву известие очень приятное и лично для Бирона: благодаря его усилиям, курляндское дворянство приняло Бирона в свою среду, о чём раньше тщетно старался другой Кейзерлинг, тогдашний покровитель Бирона. Императрица осыпала гонца милостями и приняла на русскую службу в качестве вице-президента Юстиц-коллегии эстляндских и лифляндских дел, а в августе 1733 года назначила президентом Академии наук и художеств.
Кейзерлинг возглавлял академию с 9 августа 1733 по 23 сентября 1734 года, сменив Блюментроста и уступив место барону Корфу. За короткое время своего управления успел упорядочить финансовую отчётность Академии, испросил 30 тысяч рублей для уплаты её долгов, принял на службу переводчиком В. К. Тредьяковского, которого обязал «вычищать язык русской, пишучи как стихами, так и не стихами», причём Тредьяковский обязан был обучить самого Кейзерлинга «российскому языку». Академию Кейзерлинг оставил, получив назначение за границу. В оставленной им подробной инструкции об управлении Академией в числе настоятельных потребностей указана разработка русской грамматики, порученная адъюнкту Ададурову.

### Дипломатическая карьера
В конце 1733 года Кейзерлинг, будучи в чине действительного статского советника и звании полномочного министра, был назначен ко двору только что избранного в польские короли Августа III (на смену графа К. Г. Лёвенвольде). Кейзерлингу удалось склонить на сторону нового короля многих польских вельмож, за что он в 1736 году получил орден Белого орла от польского правительства и чин тайного советника от русского.
В 1737 году благодаря усилиям Кейзерлинга король Август признал за курляндским дворянством право свободного избрания герцога, после чего герцогом был избран Бирон. С падением Бирона положение Кейзерлинга несколько поколебалось; в первое время он был отставлен от должности посланника, затем прислан к саксонско-польскому двору граф М. П. Бестужев-Рюмин, и Кейзерлинг поставлен от него в зависимое положение, однако довольно скоро вернул утраченное доверие и вновь возглавил русское посольство при дворе Августа, базировавшееся тогда в Дрездене.
Кейзерлинг помог Баху занять пост придворного композитора в Саксонии. Первый биограф Баха, И. Н. Форкель, сообщает, что, страдая бессонницей, Кейзерлинг поселил в соседней со своей спальней комнате юного виртуоза Гольдберга, чтобы тот играл для него успокоительную музыку. По сведениям Форкеля, для этой цели дипломат в 1741 году заказал Баху так называемые вариации Гольдберга.
В феврале 1742 года Кейзерлинг, раньше имевший титул барона, получил от саксонского курфюрста графский титул, а ещё через два года (27 июля 1744 года) был направлен на предстоявший имперский сейм. Во время сейма и избрания во Франкфурте императором германским Франца I Кейзерлинг смог добиться от Священной Римской империи официального признания императорского титула русских государей; в 1746 году он был пожалован чином действительного тайного советника.
В 1746 году граф Кейзерлинг назначен был посланником в Берлин и оставался там до весны 1748 года, когда снова назначен был к саксонско-польскому двору. Уже в то время он начал действовать против предложенных перемен в государственном устройстве Польши, включая отмену liberum veto, и предупреждал в Петербурге, что саксонское министерство имеет виды передать престол курляндский, фактически бывший вакантным после ссылки Бирона, кому-нибудь из своих сторонников.
В 1752 году освободилось место посланника в Вене, и канцлер Бестужев перевёл туда графа Кейзерлинга (в звании чрезвычайного посла). Тогда раздавались голоса против того, что представителем России при дворах, с которыми у России часто бывают общие дела, касающиеся Польши, служит граф Кейзерлинг, польский подданный. Но он в очередной раз доказал свою преданность интересам России, уладив конфликт с Габсбургами по поводу начавшегося выселения сербов из Австрии в Россию. В 1753 году получил орден Святого Андрея Первозванного и орден Святого Александра Невского, которого ещё не имел.
В 1755 году Кейзерлинг провёл довольно долгое время на водах для поправления здоровья, а возвратившись в Вену принимал деятельное участие в переговорах, скреплявших союзные отношения России и Австрии накануне Семилетней войны. В 1761 году он был назначен ехать в Аугсбург, на предполагавшийся там Конгресс для заключения общего мира. Но Конгресс этот не состоялся, и Кейзерлинг был назначен, уже Петром III, полномочным и чрезвычайным послом в Варшаву, но перед тем был вызван в Петербург.

### Посланник Екатерины II в Варшаве
Кейзерлинг прибыл в Петербург уже после переворота 28 июня 1762 г., в июле Кейзерлинг вместе с Н. И. Паниным стал главным советником новой императрицы Екатерины II по делам иностранной политики. Вместе с Паниным он оппонировал возвращённому из ссылки Бестужеву, доказывая, что вместо возобновления традиционного союза с Австрией выгоднее действовать во внешней политике вполне самостоятельно. Императрица Екатерина очень ценила дипломатическую опытность графа Кейзерлинга и уважала его мнения; она переписывалась с ним чаще, чем с кем-либо другим из находившихся вне Петербурга своих сотрудников и нередко спрашивала его совета.
В декабре 1762 года Кейзерлинг прибыл в Варшаву. Первоначально, следуя своей инструкции, он принялся готовить партию шляхты, которая помогла бы выбрать на польский престол кандидатуру, выгодную России. Дело в том, что король Август III уже давно и серьёзно хворал; в любое время можно было ожидать его кончины. Польские вельможи, в особенности князья Чарторыйские, и сами вмешивали русское правительство в свои внутренние дела, ибо думали силами России добиться очень большого усиления своего влияния. В письменных промемориях они обещали за это признание императорского титула государей российских.
Августа III не стало 5 октября н.ст. 1763 года. Перед русской дипломатией стояла задача не допустить на польский престол принца из католического дома, связанного с Австрией и Францией; свою поддержку в этом вопросе обещал прусский король Фридрих II. В помощь Кейзерлингу, часто недомогавшему, был отправлен в ноябре 1763 г. князь H. B. Репнин. Новая инструкция, которую привёз Репнин, предписывала послам заблаговременно сообщить поддержанному Россией кандидату на престол, что за такую поддержку русское правительство ожидает от него постоянной благодарности и уступок по очень многим существенным пунктам; при необходимости предусматривалось даже вооружённое вмешательство с присоединением некоторых областей Речи Посполитой. На подкуп выборщиков было выделено до 100 0000 рублей.
Речь Посполитая была в то время раздираема внутренними несогласиями. Представители России воспользовались междоусобицами шляхты и в марте 1764 г. составили из преданных России людей конфедерацию в Литве. В апреле открылся Сейм, на котором русская партия захватила всё влияние. Торжественным сеймовым постановлением признан был императорский титул русских государей, а герцогом курляндским признан, как того хотела Екатерина, Бирон. Однако были приняты и постановления, направленные на усиление королевской власти и ограничение liberum veto. Репнин впоследствии добился их отмены, объяснив их принятие своей неопытностью в польских законах и болезненным состоянием Кейзерлинга.
Посол России, действительно, был уже очень болен. 26 августа ст.ст. 1764 года состоялось избрание королём поддержанного им кандидата, графа Станислава Понятовского, а 19 сентября, то есть через три с половиною недели, граф Г. К. Кейзерлинг скончался. Императрица очень жалела об его смерти и письмом на имя его сына Генриха Христиана выразила полное одобрение всем его действиям и всем расходам, произведённым им из сумм, находившихся в его бесконтрольном распоряжении. Его потомки обосновались в Восточной Пруссии, в усадьбе Раутенбург (ныне посёлок Большие Бережки).

## Сочинения
Винкельман в «Bibliotheca Livoniae historica» (СПб., 1869) приписывает Кейзерлингу сочинение «Brevis et succincta enarratio jurium Curlandiae et Semigalliae circa electionem novi principis» (Варшава, 1736), переведённое тогда же на немецкий язык под заглавием «Kurze und deutliche Ausführung derer Curländischen und Semigallischen Rechte bei der Wahl eines neuen Fürsten».
Изданы «Речи» Кейзерлинга, произнесённые в Варшаве («Kleine lateinische Reden») и «Recherches sur l’abrogation du droit d’élire un roi des Romains faussement imputée à l’Empereur Henri VI», переведено с латинского в «Mémoires de l’Académie royale des Sciences de Berlin» (1748); в рукописи осталась «Historia critica comitiorum regni Poloniae generalium, a piasti principatu usque ad electionem Uladislai Jagellonis».

## Источник
- Кейзерлинг, Герман Карл // Русский биографический словарь : в 25 томах. — СПб.—М., 1896—1918.